# Abel Meeropol
Abel Meeropol (New York, 10 febbraio 1903 – Longmeadow, 30 ottobre 1986) è stato uno scrittore e insegnante statunitense.
Era un insegnante ebreo-russo del Bronx, membro del Partito Comunista degli Stati Uniti d'America. Quando vide la foto scattata da Lawrence Beitler del linciaggio di Thomas Shipp e Abram Smith a Marion (Indiana), ne ricavò un'impressione talmente forte che non riuscì a dormire per giorni; scrisse quindi la poesia Bitter Fruit (Frutto amaro), e la pubblicò con lo pseudonimo di Lewis Allan (i nomi dei suoi figli morti in tenera età) sulla rivista New York Teacher e nel giornale comunista New Masses.
Più tardi, dopo aver chiesto invano a vari compositori, fra cui Earl Robinson, mise lui stesso il testo in musica, componendo la canzone Strange Fruit, eseguita per la prima volta da sua moglie durante una riunione del sindacato degli insegnanti di New York. Strange Fruit divenne subito molto popolare negli ambienti della sinistra statunitense. Barney Josephson, il proprietario del Café Society, primo locale ad aver eliminato la segregazione razziale a New York, l'ascoltò e fu lui a far conoscere Meeropol a Billie Holiday, che portò la canzone al successo.
Adottò con sua moglie Anne i due figli di Julius e Ethel Rosenberg, Robert e Michael.